# 素贴山
素贴山是泰国清迈府的一座山峰，山上的双龙寺为泰国佛教圣地之一:139。